# Kajsa Bergqvist
Kajsa Bergqvist (Sollentuna, 12 de outubro de 1976), é uma antiga atleta sueca, especialista em salto em altura.

Foi campeã europeia no Campeonato da Europa de Atletismo de 2002 e campeã mundial no Campeonato Mundial de Atletismo em Pista Coberta de 2003. A sua melhor marca foi 2,08 cm em pista coberta em 2006 em Arnstadt. Recebeu a Medalha de Ouro do Svenska Dagbladet em 2005.

## Carreira
Kajsa Bergqvist fez a sua carreira durante o período 1994-2008.